# Kritik der öffentlichen Meinung
Kritik der öffentlichen Meinung ist ein 1922 erschienenes Werk des Soziologen Ferdinand Tönnies. Es wird zu den Grundlagentexten sozialwissenschaftlicher Medienkritik gezählt. Darin wird die Öffentliche Meinung in der Sozialform Gesellschaft verortet. Deren Gegenform auf Seiten der Gemeinschaft bildet die Religion.

## Inhalt
Tönnies’ Kritik der öffentlichen Meinung gilt als Musterbeispiel seiner Angewandten Soziologie. Öffentliche Meinung ist der Ausdruck eines gesellschaftlichen Willens, also des bürgerlich-modernen, rationalen, ziel- und zweckbestimmten Geistes, der historisch aus der Religion und gegen sie entstanden ist. In diesem Prozess wurden überlieferte Anschauungen und hergebrachte Institutionen untergraben und vernichtet.
Öffentliche Meinung wirkt auf das rechtliche, wirtschaftliche, soziale, politische und besonders das moralische Leben einer politisch verbundenen Gesamtheit (etwa einer Nation aber auch der Menschheit) wie ein ideeller, unsichtbarer Gerichtshof, der öffentlich relevante Handlungen nach ethisch-vernünftigen Kriterien be- und verurteilt. In ihren konkreten Äußerungen (Bücher, Zeitungen, Zeitschriften) wird sie immer von den parteilichen und wirtschaftlichen Interessen der Träger der Öffentlichen Meinung, die Tönnies Meinungssoldaten nennt, bestimmt, die versuchen, ihre Teilmeinung zur Gesamtmeinung zu machen. Meinungen sind Waffen im Klassen-, Stände- und Parteienkampf.
Tönnies unterscheidet zwischen öffentlichen Meinungen und Öffentlicher Meinung. Meinungen, seien sie noch so abstrus, überholt oder politisch inkorrekt, die öffentlich geäußert werden, sind öffentliche Meinungen, auf die sich beziehen lässt, gleichgültig ob bestätigend, kritisch, empört oder insgeheim zustimmend. Nur wenn solche Meinungen in einem breiten Mainstream der Übereinstimmung münden, wird daraus die Öffentliche Meinung, deren Druck sich kaum jemand entziehen kann. Die Öffentliche Meinung ist nicht mit einer emotional durchsetzten Volksstimmung identisch, obwohl lockere Verbindungen zu ihr bestehen. Die Öffentliche Meinung ist auch nicht die quantitative Mehrheitsmeinung, sondern immer Willensmeinung des geistig regsten, finanziell stärksten und
literarisch einflussreichsten Teil einer Gesamtgesellschaft.
Nur wenn sich die Vernunft von Partei- und Wirtschaftsinteressen sowie Intellektualismus emanzipiert und der Geist eines wahrhaft sozialen Zusammenlebens (als organisch vertiefte Vernunft) in ihr wirkt, kann die Öffentliche Meinung die Funktion der Religion als bindende, verbindende, integrative und normative Macht übernehmen.

## Ausgaben
- Ferdinand Tönnies: Kritik der öffentlichen Meinung. Julius Springer, Berlin 1922 (Digitalisat der Universitäts- und Stadtbibliothek Köln).
- Ferdinand Tönnies: Kritik der öffentlichen Meinung. [1922]. Scientia, Aalen 1981.
- Ferdinand Tönnies: Kritik der öffentlichen Meinung. [1922]. Hrsg. von Alexander Deichsel, Rolf Fechner, Rainer Waßner (= Ferdinand Tönnies Gesamtausgabe, Bd. 14). Walter de Gruyter, Berlin/New York 2002, ISBN 3-11-015349-1.
- Ferdinand Tönnies: Kritik der öffentlichen Meinung. [1922]. Hrsg. von Arno Bammé und Ingrid Reschenberg, Profil Verlag, München, Wien 2018, ISBN 978-3-89019-726-5.